# ماكييفكا (مقاطعة لوهانسك)
ماكييفكا (بالأوكرانية: Макіївка) هي قرية أوكرانية تقع في شمال غرب مقاطعة لوهانسك جنوب شرق أوكرانيا. تبعد ماكييفكا حوالي 121.4 كيلومتر شمال غرب مدينة لوهانسك عاصمة المقاطعة.

## التاريخ
تعرضت القرية لهجوم من قبل القوات الروسية خلال الغزو الروسي لأوكرانيا عام 2022. سيطرت القوات الأوكرانية على القرية مجددا في بداية أكتوبر من نفس العام. أفادت الإدارة العسكرية الإقليمية في 13 نوفمبر أن المستوطنة كانت تحت السيطرة الأوكرانية.